# Hrabstwo Somerset (Pensylwania)

Piramida wieku hrabstwa

Somerset – hrabstwo w stanie Pensylwania w USA. Populacja liczy 77742 mieszkańców (stan według spisu z 2010 roku).
Powierzchnia hrabstwa to 2800 km² (w tym 18 km² stanowią wody). Gęstość zaludnienia wynosi 27,9 osoby/km².

## Miejscowości

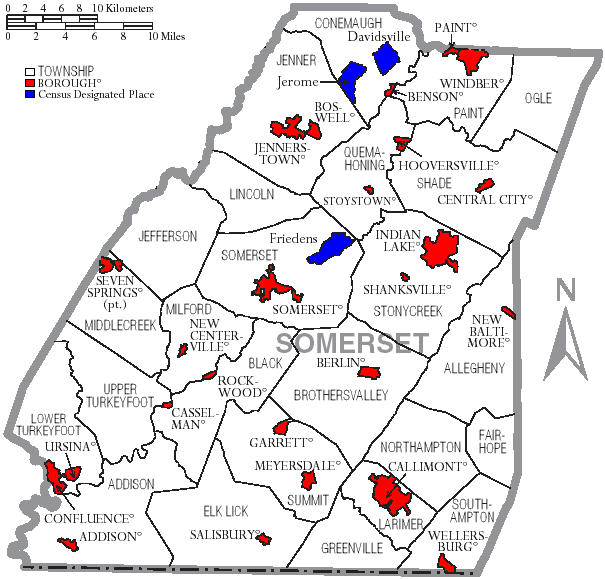
Rozmieszczenie miast i boroughs na mapie hrabstwa

### Boroughs
| - Addison - Benson - Berlin - Boswell - Callimont | - Casselman - Central City - Confluence - Garrett - Hooversville | - Indian Lake - Jennerstown - Meyersdale - New Baltimore - New Centerville | - Paint - Rockwood - Salisbury - Seven Springs - Shanksville | - Somerset - Stoystown - Ursina - Wellersburg - Windber |